# Wilhelm von Hanau-Hořovice

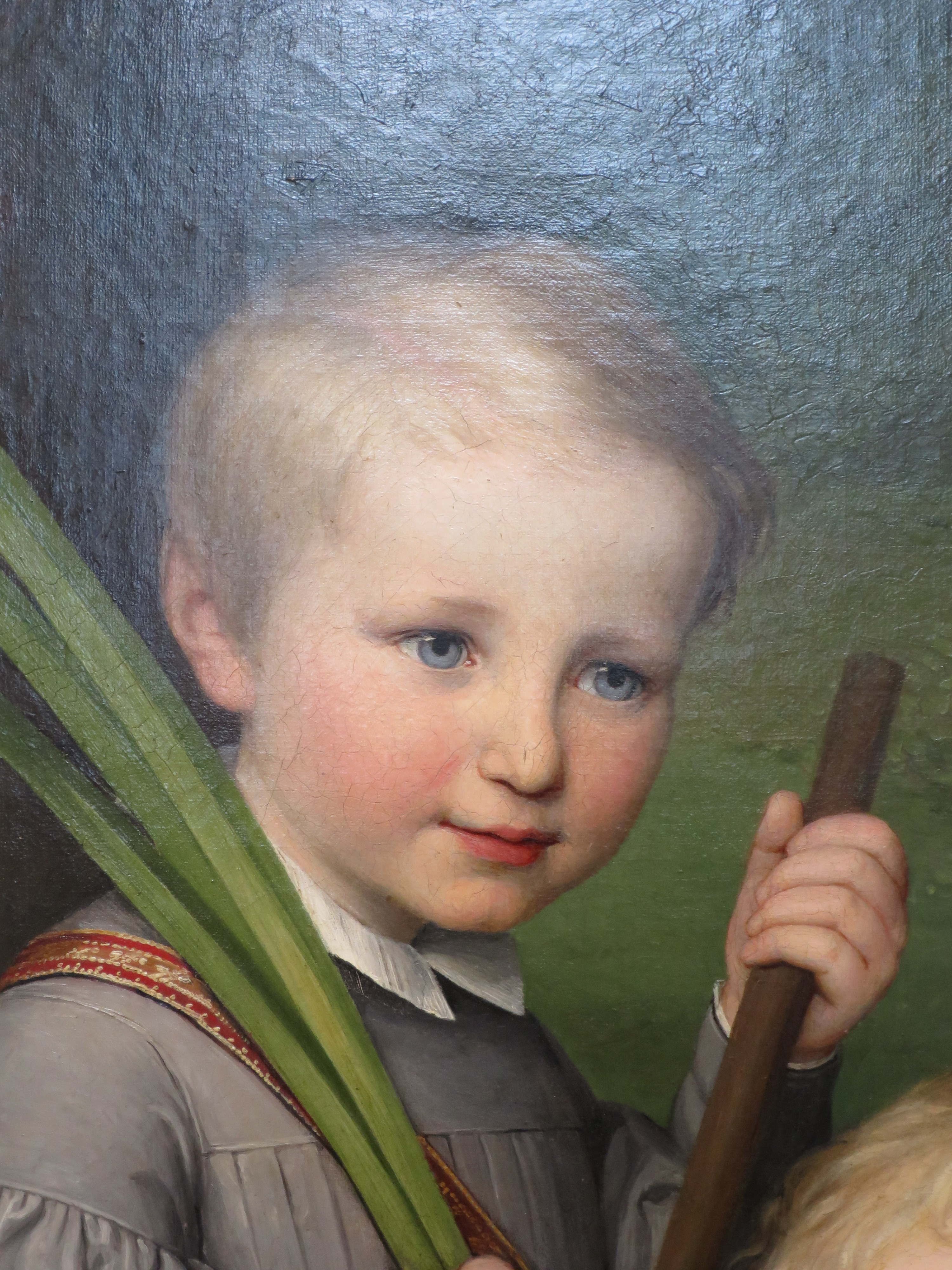
Wilhelm im Alter von drei Jahren

Wilhelm von Hanau (* 19. Februar 1836 in Kassel; † 3. Juni 1902 in Schloss Hořovice). Wilhelm war der dritte Sohn des Kurfürsten Friedrich Wilhelm I. von Hessen-Kassel (1802–1875) und dessen morganatischer Ehefrau Gertrude Falkenstein (1803–1882), geschiedene Lehmann und spätere Gräfin von Schaumburg und Fürstin von Hanau und zu Hořowitz.  
Nach dem Tode seines älteren Bruders Moritz war von 1889 bis 1902 Fürst von Hanau. 

## Leben

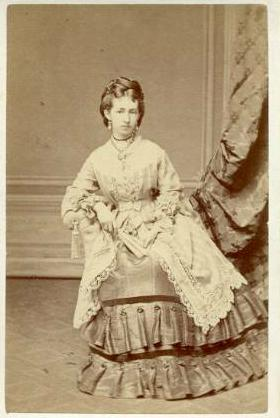
Prinzessin Elisabeth zu Schaumburg-Lippe, um 1866

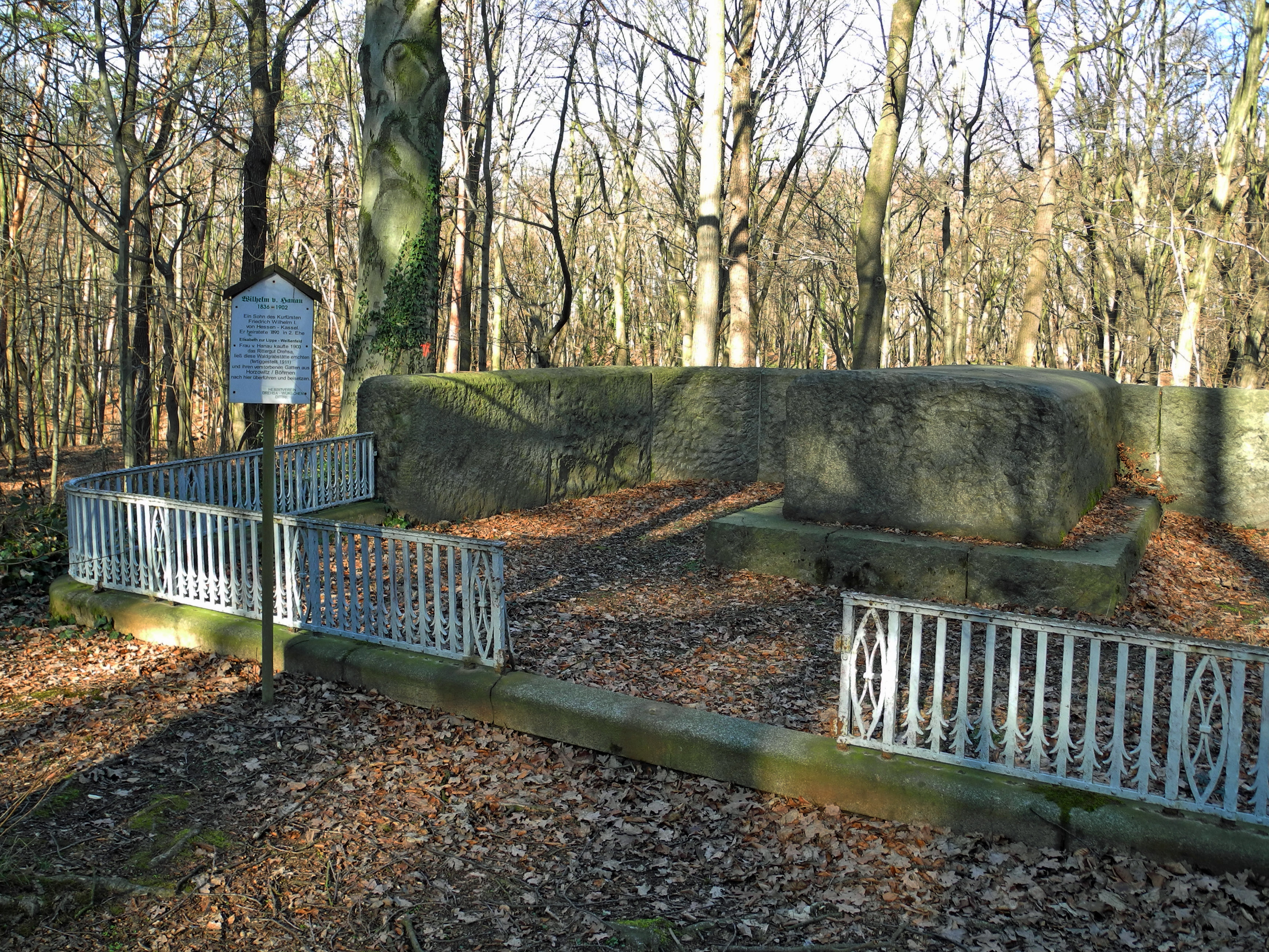
Grab im Schlosspark Drehsa

Wilhelm verfolgte zunächst eine militärische Karriere in der Kurfürstlich Hessischen Armee und hatte beim Zusammenbruch des Kurstaates 1866 den Rang eines Majors. Er begab sich nach der preußischen Annexion Kurhessens 1866 wie sein Vater ins österreichische Exil, wo er der k. u. k. Landwehr angehörte. Wilhelm war musisch sehr interessiert. Nachdem er den Familienfideikommiss übernommen hatte, gestaltete er den Schlosspark von Hořovice aus. Er ließ dort unter anderem Skulpturen des Bildhauers Heinrich Natter aufstellen, der dort auch ein Denkmal für Friedrich Wilhelm I. schuf. Wilhelm ließ im Schlosspark Standbilder von Gestalten aus den von ihm verehrten Werken Richard Wagners aufstellen.
Am 29. Januar 1866 heiratete er in Frankfurt am Main Prinzessin Elisabeth zu Schaumburg-Lippe (1841–1926). Die Ehe war ein dynastisches Projekt seiner Eltern, denen es hiermit erstmals gelang, einen ihrer nicht standesgemäß geborenen Söhne mit einer Tochter aus dem Hochadel zu verheiraten. Elisabeths Bruder, Adolf I. Georg, Fürst von Schaumburg-Lippe, betrachtete diese Partie aber als Missheirat und leistete – wenn auch vergeblich – Widerstand. Nach dem Ende des Kurstaates im Sommer 1866 fiel der politische Zweck der Ehe weitgehend weg, und sie wurde am 22. April 1868 geschieden.
In zweiter Ehe heiratete Wilhelm am 12. Mai 1890 in Döberkitz bei Bautzen die Gräfin Elisabeth zur Lippe-Weißenfeld (1868–1952). Beide Ehen blieben kinderlos.
Nach dem Tod seines kinderlos verstorbenen älteren Bruders Moritz folgte ihm Wilhelm 1889 als Fürst von Hanau. Sein Nachfolger in dieser Würde wurde sein jüngerer Bruder Karl.
Sein Grab befindet sich im Gutspark Drehsa bei Weißenberg in der Oberlausitz.